# سو وين (عسكري)
سو وين (بالبورمية: စိုးဝင်း؛ من مواليد 1 مارس 1960) هو جنرال بورمي ونائب رئيس وزراء ميانمار الحالي. عُيّن بعد تشكيل الحكومة المؤقتة في 1 أغسطس 2021، وهو يشغل مناصب أساسية، بما في ذلك نائب رئيس مجلس إدارة الدولة (SAC)، ونائب القائد العام لتاتماداو (القوات المسلحة لميانمار)، والقائد العام لجيش ميانمار. وهو أيضًا عضو في مجلس الدفاع والأمن الوطني في ميانمار (NDSC).
في مايو 2012، عيّن الرئيس ثين سين سو وين في اللجنة العاملة لفريق الحكومة المسؤول عن التفاوض مع العديد من الجماعات العرقية المتمردة المسلحة في ميانمار. وهو صديق مقرب لنائب رئيس مجلس الدولة للسلام والتنمية السابق، نائب كبير الجنرالات ماونغ آي.

## الحياة المبكرة والتعليم
وُلِد سو وين في الأول من مارس عام 1960 في ماندالاي، بورما (ميانمار حاليًا)، لأبوين هما تشيت سين وكين هتوي. وفي عام 1976، التحق بدورة تدريبية في أكاديمية الخدمات الدفاعية، برفقة يي هتوت، وتخرج بامتياز في العلوم والأدب العسكري. وتخرج ضمن الدفعة الثانية والعشرين عام 1981.